# Rushworth

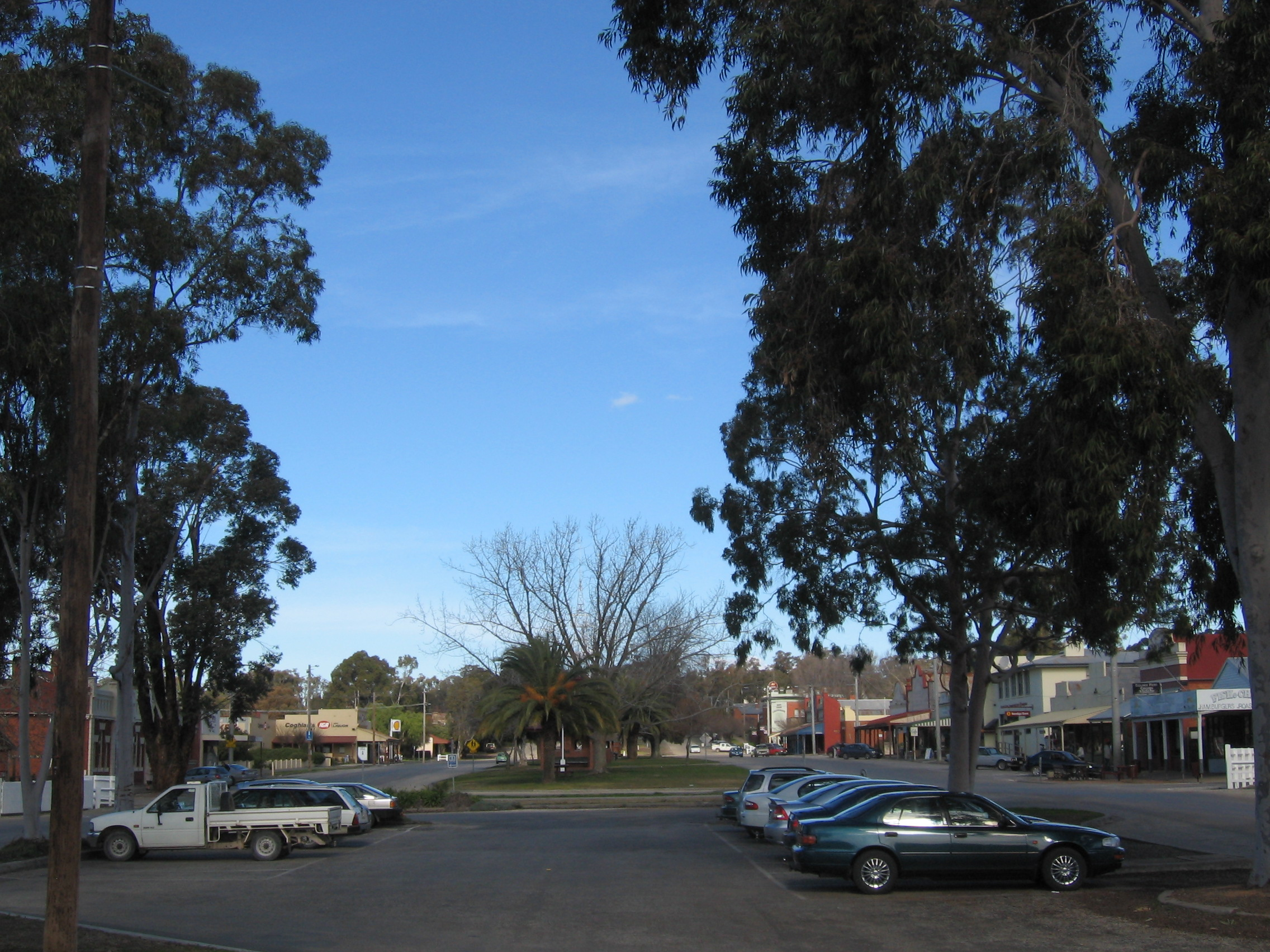
Główna ulica w Rushworth

Rushworth – miejscowość w stanie Wiktoria w Australii, położona 157 km na północ od Melbourne. Według spisu powszechnego z 2006 w miejscowości mieszkało 2006 osób.
Miejscowość została założona około 1853 i początkowo nazywała się Wet Diggings. Po odkryciu znacznych pokładów złota w jej okolicy w czasie gorączki złota w Wiktorii w latach 50. i 60. XIX wieku jej nazwa została zmieniona na Rushworth po uwadze Richarda Horne’a, miejscowego Goldfields Commisioner, że w okolicy jest tyle złota, że warto tam się udać (it's worth to rush).

## Urodzeni w Rushworth
- Frank McNamara – australijski pilot, zdobywca Krzyża Wiktorii
- Vernon Wells – australijski aktor
- George Jones – australijski pilot, dowódca Royal Australian Air Force